# Route nationale inter-états 5
Pour les articles homonymes, voir Route nationale 5.
La route nationale inter-états 5 (RNIE 5) est une route béninoise allant de la frontière togolaise à la frontière nigériane, en passant par Savalou, Glazoué et Savè. Sa longueur est de 106 km.

## Tracé
- Togo
- Département des Collines
  - Savalou
  - Glazoué
  - Savè
- Nigeria